# Ludwik Bronarski
Ludwik Ryszard Marian Bronarski (ur. 13 kwietnia 1890 we Lwowie, zm. 9 listopada 1975 we Fryburgu) – polski muzykolog i pianista.

## Życiorys
Bronarski był synem radcy rządowego Juliusza i Marii Nikisch. Jego młodszym bratem był Alfons Bronarski (1891-1965), historyk i filolog. Ukończył IV gimnazjum we Lwowie (1909), następnie studiował kompozycję, muzykologię i grę na fortepianie na uniwersytecie w Wiedniu (1909–1913) – wśród jego pedagogów był m.in. muzykolog austriacki Guido Adler. W 1914 osiadł na stałe we Fryburgu. Kontynuował na tamtejszym uniwersytecie studia muzykologiczne u Petera Wagnera, uwieńczone doktoratem w 1919 (na podstawie pracy Die Lieder der heiligen Hildegard ein Beispiel zur Geschichte der geistlichen Musik der Mittelalters). Jednocześnie od 1914 był profesorem Konserwatorium we Fryburgu, kierownikiem Zakładu Teorii i Historii Muzyki (wykładał historię muzyki polskiej oraz teorię muzyki); prowadził klasę fortepianu. Przeszedł na emeryturę w 1967. W 1948 został członkiem korespondentem PAU, od 1950 był członkiem Komisji Muzykologicznej akademii. Należał także m.in. do Związku Kompozytorów Polskich oraz Chopin-Gesellschaft w Wiedniu (członek honorowy). Członek Polskiego Towarzystwa Naukowego na Obczyźnie.

## Działalność
Prace Ludwika Bronarskiego przyczyniły się do rozwoju badań nad twórczością Chopina. Wraz z Ignacym Paderewskim i Józefem Turczyńskim zainicjował i zrealizował edycję Dzieł wszystkich Chopina w 21 tomach (1949–1961). Jako pierwszy opublikował pozostające wcześniej w rękopisie (w Bibliotece Konserwatorium w Paryżu) dzieła Chopina – Nokturn c-moll, Largo Es-dur oraz (z rękopisu reprodukowanego) Cantabile B-dur. Wyszukiwał ślady twórczości innych kompozytorów u Chopina, analizował jego styl – sformułował pojęcie tzw. akordu chopinowskiego. Jego obszerna monografia Harmonika Chopina (1935) stanowi fundamentalne opracowanie tematu, unikalne w skali europejskiej i wpisuje się do kanonu klasycznych pozycji dwudziestowiecznej chopinologii. Bronarski był popularyzatorem polskiej kultury w Szwajcarii, współpracował z redakcją genewskiego wydawnictwa Publications Encyclopediques sur la Pologne (1919–1923), pismami „Muzyka”, „Schweizerische Muzikzeitung”, „La Revue Musicale” (Paryż). Wygłaszał odczyty o Chopinie i Paderewskim we Fryburgu, Bernie, Genewie i Neuchâtel.

## Odznaczenia
- Srebrny Wawrzyn Akademicki (5 listopada 1935)[2].

## Publikacje (wybór)
- Harmonika Chopina (1935),
- Etudes sur Chopin (1944–1946, 2 tomy),
- Chopin et l'Italie (1946),
- La musique (1947),
- Szkice chopinowskie (1961),
- Wspomnienia z pracy nad robotnikami polskimi w Szwajcarii (1934).